# Falstone
Falstone è un paese della contea del Northumberland, nel nord dell'Inghilterra, situato lungo le sponde del Lago di Kielder, nell'area della Foresta di Kielder.